# Resclosa de Pumanyà
La Resclosa de Pumanyà és un embassament frustrat que pertany al torrent del Sot de Pumanyà, creat per una petita presa d'obra, situada en el terme municipal de Monistrol de Calders, al Moianès.
Fou construïda al segle xx per tal de dur aigua a la Pedrera de Coll Girant i, sobretot, als planters de l'esquerra de la Golarda, al Camp del Collet. Fou construïda la presa i els sobreeixidors, però no s'acabà mai del tot, ni va entrar mai en funcionament. Havia d'aprofitar tot el Sot de Pumanyà.